# Påvskär
Påvskär är en ö i Finland. Den ligger i Finska viken och i kommunen Ingå i landskapet Nyland, i den södra delen av landet. Ön ligger omkring 56 kilometer väster om Helsingfors.
Öns area är 8,3 hektar och dess största längd är 0,5 kilometer i öst-västlig riktning. Ön höjer sig omkring 20 meter över havsytan.